# Thiago de Mello
Pour les articles homonymes, voir Mello (homonymie).
Amadeu Thiago de Mello (né à Barreirinha le 30 mars 1926 et mort le 14 janvier 2022 à Manaus) est un poète et traducteur brésilien. Référent de la littérature brésilienne et natif de la région amazonienne, il a laissé en héritage des œuvres dissemblables portées dans plus de 30 langues étrangères. Il est l'une des principales voix lyriques du Brésil et connu pour ses causes de défense de l'environnement. La poésie de Thiago de Mello est liée à la troisième génération du modernisme et est marquée par l'engagement politique et la préoccupation sociale, caractéristiques également présentes dans ses chroniques.

## Biographie
Thiago de Mello est le nom littéraire d'Amadeu Thiago de Mello, reconnu comme une icône de la littérature régionale. Il naît dans la ville de Porantim do Bom Socorro, municipalité de Barreirinha, Amazonas, le 30 mars 1926. Après avoir terminé ses études secondaires à Manaus, il déménage à Rio de Janeiro et s'inscrit à la Faculté nationale de médecine, sans toutefois terminer le cursus complet. Il se consacre ensuite à une carrière littéraire. Il est le frère du musicien Gaudêncio Thiago de Mello.
Il collabore au journal "O Comício", média d'opposition au gouvernement de Getúlio Vargas. En 1950, il publie son poème « Tenso por Meus Olhos » en première page du supplément littéraire du Jornal Correio da Manhã. En 1951, il publie son premier livre de poésie "Silêncio e Palavra", qui est bien accueilli par la critique.
Thiago de Mello est directeur du Département Culturel de la Ville de Rio de Janeiro. Il est attaché culturel du Brésil en Bolivie.
Certaines de ses œuvres ont été traduites en plus de 30 langues. Pendant la dictature militaire (1964-1985), il s'exile au Chili, où il a fait la connaissance de Pablo Neruda qui devient son ami et collaborateur. Pendant son exil, il vit en Argentine, au Chili, au Portugal, en France, en Allemagne. Après la fin du régime militaire, il revient s'installer dans sa ville natale de Barreirinha.
Son poème le plus connu est Os Estatutos do Homem, un héritage intellectuel qui revendique une relation favorable entre l'humanité et le milieu naturel. Dans son œuvre, on peut percevoir une ferme inspiration dans la nature, une capacité innée pour les lettres et une diplomatie et une fermeté qui sont fermement compatibles avec son immense combat pour la justice et les idées auxquelles il croit.
Outre son propre travail, il a une longue carrière en tant que traducteur de la poésie latino-américaine de Pablo Neruda, César Vallejo, Ernesto Cardenal, Eliseo Diego, Nicolás Guillén, et aussi TS Eliot en portugais.
Il a passé ses 95 ans intensément engagé dans le destin du peuple brésilien et meurt le 14 janvier 2022, à l'âge de 95 ans. Les funérailles du poète, membre de l'Académie amazonienne des lettres, se tiennent au centre culturel Palacio Rio Negro, au centre-ville de Manaus.

## Œuvres
Poésie
- Silêncio e Palavra, 1951
- Narciso Cego, 1952
- A Lenda da Rosa, 1956
- Os Estatutos do Homem, 1964
- Faz Escuro, mas eu Canto: porque a manhã vai chegar, 1966
- Poesia comprometida com a minha e a tua vida, 1975
- Vento Geral – Poesia, 1981
- Horóscopo para os que estão Vivos, 1984
- Mormaço na Floresta, 1984
- Num Campo de Margaridas, 1986
- De uma Vez por Todas, 1996
- Cantídio, André Provérbios, 1999

Prose
- A Estrela da Manhã, 1968
- Arte e Ciência de Empinar Papagaio, 1983
- Manaus, Amor e Memória, 1984
- Amazonas, Pátria da Água, 1991
- Amazônia — A Menina dos Olhos do Mundo, 1992
- O Povo sabe o que Diz, 1993
- Borges na Luz de Borges, 1993
- Vamos Festejar de Novo, 2000